# Google Goggles
«Google Goggles» (укр. Окуляри Google) — завантажувальний додаток, створений компанією Google LLC у 2009 році мобільних телефонів на базі операційних систем Android, що служить для візуального пошуку, розпізнавання зображень, а також деяких інших функцій і реалізує принцип доповненої реальності.

## Принцип роботи
Google Goggles дозволяє здійснювати комунікацію з серверами Google, з метою пошуку не за текстової інформації, а по зображенню.
При фотографуванні об'єкта за допомогою вбудованої камери телефону, а в останніх версіях і з допомогою простого наведення камери на об'єкт, відбувається передача зображення та інформації про місце розташування пристрою на сервери Google, де зображення розпізнається і обробляється. Назад на телефон повертається результат у відповідності з вибраною функцією (наприклад, для пошуку це список релевантної інформації та посилань на інтернет-сайти).
При отриманні зображення система виробляє його звірення з базою даних індексної інформації про безліч попередньо введених зображень (об'єктів, пам'яток, логотипів тощо).
При отриманні інформації про пам'ятки можна обмежитися простим наведенням телефону на об'єкт без необхідності фотографування.
Програма передає на сервер інформацію GPS і компас, достатню для отримання необхідних результатів пошуку.
В основу вийшла в травні 2010 року функції автоматичного перекладу покладено принцип оптичного розпізнавання символів, що отримує з графічних зображень текст і перекладає його за допомогою системи машинного перекладу Google Translate.

## Використання
Функція пошуку по зображеннях зручна, наприклад, для:
- Отримання інформації про визначні пам'ятки.
- Пошуку розташування або інформації про об'єкт за його фотографії.
- Повідомлення інформації про товари по фотографіям штрихкодів[1] або етикеток[2], обкладинок книг і DVD[5].

Серед додаткових функцій програми:
- Сканування і занесення в телефонну книгу інформації з візиток[2].
- Переклад знятого тексту на рідну мову[6][4].
- Рішення головоломки судоку[5].

## Вимоги до пристроїв
На початок 2011 року додаток працювало на пристроях під управлінням операційних систем Android 1.6+.
Для нормальної роботи програми необхідні вбудована фотокамера з автофокусом, система супутникової навігації і електронний компас.

## Розповсюдження
Google Goggles можна безкоштовно завантажити з сайту Google Play.

## Особливості
- Google Goggles працює і з рухомими зображеннями, тобто не тільки зі статичними фотографіями, але й відео[2].
- Розробники внесли в програму обмеження по розпізнаванню осіб для захисту приватного життя[2].
- У версії, що вийшла в травні 2010 року, додана можливість роботи з зображеннями, що зберігаються в пам'яті пристрою[4].

## Аналоги
- IBM Seer — додаток доповненої реальності, розроблене компанією IBM спеціально для Вімблдонського турніру 2010 року[7].
- Point&Find[en] — аналог, що розробляється компанією Nokia[7].